# Tales from the Borderlands
Tales from the Borderlands — графическая приключенческая игра, входящая в серию игр Borderlands, разработанная и изданная Telltale Games в сотрудничестве с Gearbox Software и 2K Games в 2014-2015 годах. Игра разделена на эпизоды, так же как The Walking Dead: The Game и The Wolf Among Us, где принятые игроком решения оказывают влияние на сюжет и отношения с другими персонажами игры. В озвучивании персонажей игры принимали участия: Трой Бейкер, Лора Бэйли, Эрин Иветт, Крис Хардвик, Нолан Норт, Патрик Уорбертон, Норман Холл, Лидия Маккей, Эшли Джонсон, Дэмиен Кларк и другие.
Как и многие другие игры Telltale, Tales from the Borderlands была снята с продажи после внезапного закрытия студии в 2018 году. 2K выпустила переиздание игры в феврале 2021 года.

## Игровой процесс
В игре Tales from the Borderlands присутствует point-and-click механика. Такая механика присутствует и в других играх от Telltale Games. Игрок, управляя персонажем, исследует окружающий мир, общается с неигровыми персонажами и взаимодействует с элементами локации, а также собирает и использует различные предметы. Выбор и действия игрока будут влиять на сюжетные элементы в более поздних эпизодах. В игре также будут присутствовать шутер элементы. Добыча, полученная в игре, может быть использована в других играх серии Borderlands.

## Разработка
Telltale Games и Gearbox Software уже работали вместе над разработкой Железяки в игре Poker Night 2. Согласно Стиву Эллисону из Telltale, замысел игры возник в 2012 году на церемонии Spike Video Game Awards, где представители обеих компаний занимали соседние столы. По возвращении с церемонии Telltale и Gearbox приступили к изучению своих возможностей, осозная, что во вселенной Borderlands имеется множество персонажей с интересными историями, на которые Telltale может опираться в развитии сюжета, продолжая при этом разрабатывать характеры героев, уже полюбившихся поклонникам серии.
В свою очередь представители Gearbox отметили, что хотя предыдущие три игры и породили интересную вселенную, но, поскольку они созданы в жанре боевика от первого лица, взаимодействие игрока с другими персонажами этого мира заметно ограничено, а потому компания видит определённый потенциал в том, чтобы дать возможность Telltale Games привнести осмысленность в эту вселенную.
Разработчики также пообещали, что в игре будет значительно больше юмора, чем в двух предыдущих проектах от Telltale Games — The Walking Dead: The Game и The Wolf Among Us, и что эпизоды будут выходить каждые 5—8 недель.
В озвучивании персонажей приняли участие актёры, работавшие над предыдущими играми серии. Трой Бейкер и Лора Бэйли озвучили протагонистов игры — Риза и Фиону. Другие ведущие роли озвучили Патрик Уорбертон (Васкес), Крис Хардвик (Вон), Нолан Норт (Август) и Эрин Иветт (Саша). Два новых персонажа игры — Финч и Крогер — были озвучены соответственно Дэйвом Фенноем и Адамом Харрингтоном, которые озвучивали протагонистов двух предыдущих проектов Telltale Games, The Walking Dead и The Wolf Among Us. Дамеон Кларк вернулся к роли Красавчика Джека, которого озвучивал также в Borderlands 2 и Borderlands: The Pre-Sequel!. Красавчик Джек, один из центральных антагонистов серии, был убит в конце Borderlands 2; в Tales появляется новая версия персонажа — искусственный интеллект, привязанный к одному из героев. Тем не менее, по выражению Кларка, Джек и в Tales сохраняет полюбившийся поклонникам серии «сволочной характер». В отличие от других игр серии, где диалоги были линейными, для озвучивания Tales записывалось множество веток и возможных реплик, зависящих от выбора игрока; Кларк отмечал, что сценаристы держали развитие сюжета в тайне даже от актёров озвучивания — он не знал, что произойдёт с героем в следующих эпизодах, и получал сценарий только в студии для звукозаписи.
8 декабря 2013 года на Spike Video Game Awards (VGX) 2013 разработчики анонсировали игру.
14 ноября 2014 года вышел первый трейлер игры, в котором были показаны некоторые сцены из первого эпизода.

## Повествование
Игра является продолжением Borderlands 2. Игрок управляет двумя различными героями: Фионой — мошенницей, и Ризом — программистом компании «Гиперион», которые встречаются на планете Пандора после поражения Красавчика Джека. История будет показывать общие события обоих персонажей с точки зрения каждого из них. К тому же, каждый из них обладает своими особыми способностями. Например, Фиона может воровать и использовать деньги, а Риз с помощью ЭХО-имплантата и кибернетической руки умеет взламывать электронные устройства и сканировать различные элементы.

## Эпизоды

### Episode 1 — «Zer0 Sum» (Эпизод Первый — «Итог — Зер0»)
| Сводный рейтинг       | Сводный рейтинг                           |
| Агрегатор             | Оценка                                    |
| --------------------- | ----------------------------------------- |
| GameRankings          | 86,17 % (PC) 82,38 % (PS4) 85,00 % (XOne) |
| Metacritic            | 85/100 (PC), 89/100 (PS4)                 |
| Иноязычные издания    |                                           |
| Издание               | Оценка                                    |
| GameSpot              | 9/10                                      |
| IGN                   | 8,7/10                                    |
| Русскоязычные издания |                                           |
| Издание               | Оценка                                    |
| «Игромания»           | 8,5/10                                    |
| «Канобу»              | 9,5/10                                    |

Эпизод вышел 25 ноября 2014 года.
История начинается с того, как Риз бродит по пустыне в поисках Фионы. Внезапно он замечает «Неизвестного», который вырубает его. Очнувшись Риз видит, что «Неизвестный» связал его и тащит в определённое место. Он требует, чтобы Риз рассказал всё, что знает о проекте Гортис. Начинается флешбэк.
Риз находится в штабе «Гипериона» — «Гелиосе». Он со своим другом Воном идёт к начальству. Риз входит в кабинет, но вместо своего начальника Хендерсона, он видит своего недоброжелателя — Васкеса. Он выбросил старое начальство в открытый космос, а сам встал во главе «Гипериона». Он понижает Риза до помощника уборщика. В это время Васкесу звонит некто по имени Август. Они договариваются о сделке на Пандоре касательно покупки Ключа от Хранилища. Покинув кабинет, Риз рассказывает обо всём Вону и Иветте, своей подруге и сотрапезнице. У него есть план мести. Он собирается перехватить дело о покупке Ключа от Хранилища. Риз и Вон берут деньги и отправляются на Пандору.
В городе они встречают бандитов, желающих получить кейс с деньгами. Они решают вызвать Грузчика с «Гелиоса». Управляя роботом, Ризу и Вону удаётся спастись. На Грузчика нападают бандиты. У игрока есть выбор: заставить Грузчика эвакуироваться или запустить программу самоуничтожения. Друзья оказываются на месте встречи. Сначала они осматривают музей, в котором должна пройти сделка, а затем появляется хозяин заведения — Шейд. Он отводит их к Августу. Риз и Август уже готовы заключить сделку, как вдруг девушка по имени Саша отнимает Ключ и говорит, что нельзя доверять «Гиперионцам». После уговоров она отдаёт Ключ, однако, теперь Август начинает сомневаться в исходе сделки и собирается уйти. Риз пытается его переубедить.
Настоящее время. «Неизвестный» притаскивает Риза в заброшенный городок, где также находится связанная девушка, по имени Фиона, которую в самом начале искал Риз. Выслушав Риза, «Неизвестный» спрашивает о том, как со всем этим связана Фиона.
Фиона со своей сестрой Сашей выживала на Пандоре за счёт краж с самого детства. Однажды они попытались ограбить человека по имени Феликс, однако он их поймал, приютил у себя и стал их криминальным наставником. Во время событий эпизода он дорабатывает Ключ от Хранилища, который на самом деле является подделкой. Фиона, взяв «Ключ» и Дерринджер с одним патроном, отправляется на встречу с Августом. Войдя в бар, она встречает свою сестру — Сашу, а потом видит её парня — Августа. Успешно заключив сделку, они направляются на место встречи, куда вот-вот прибудут Риз и Вон. Саша замечает, что у Риза ЭХО-глаз и боится, что он заметит подделку. Фиона пробирается в комнату. Пока Саша отвлекает всех своей паникой, Фиона устанавливает устройство ЭМИ на кейс с ключом. После этой манипуляции Саша отдаёт Ключ. Однако, теперь Август тоже сомневается в исходе сделки и собирается уйти. Переубедив Августа, Риз получает Ключ. В зависимости от действий игрока, устройство может сработать или нет. В любом случае Ключ разбивается и все распознают подделку.
Замешательство обрывается бандитом Боссановой и множеством психов, которые врываются на место сделки. Их преследует Зер0, протагонист Borderlands 2. Боссанова похищает кейс с деньгами и уезжает. Август, поняв, что Ключ — это подделка, стреляет в героев. Фиона достаёт свой Дерринджер. У игрока есть выбор: выстрелить в Августа или сохранить пулю. Сбежав от схватки в каравэне, герои решают, что нужно найти кейс с деньгами. Риз использует Идентификационный Чип бывшего работника «Гипериона» (Профессора Накаямы), чтобы попытаться отследить кейс. От перегрузки данных Риз теряет сознание.
Очнувшись он выходит из фургона и узнаёт, что Вон отследил кейс. Он находится на бывшем складе корпорации «Атлас», используемом бандитами для проведения гонок. Герои решают попытаться проникнуть туда и выкрасть деньги. Им приходится разделиться, но вскоре они воссоединяются на Арене Смертельных Гонок. Победитель Гонок, организованных Боссановой, получит недавно утерянный кейс с деньгами. Риз и Саша поочерёдно справляются с чудовищами и с другими участниками. Фиона и Вон опережают соперников в гонке. В итоге Феликс, всё это время наблюдавший за происходящим из каравэна, перехватывает кейс и взламывает его. Запускается режим самоуничтожения. У игрока есть выбор: предупредить Феликса о встроенной бомбе или же позволить ему погибнуть от взрыва.
Зер0 убивает Боссанову. Отчаявшиеся от потери денег, герои решают подобрать оставшуюся на Арене добычу. Неожиданно с «Гелиоса» десантируется Грузчик, вызывая обвал. Риз проваливается в неизвестное помещение. Вскоре туда спускаются остальные. Они обнаруживают, что это — засекреченный бункер корпорации «Атлас». Он наполнен различным оружием и оборудованием. Риз и Фиона находят две части неизвестного артефакта. После их объединения появляется голографическая карта Пандоры с отмеченным местоположением Хранилища. Это и есть проект Гортис. За спиной у Риза появляется голограмма Красавчика Джека.

### Episode 2 — «Atlas Mugged» (Эпизод Второй — «Ограбление Атласа»)
| Сводный рейтинг | Сводный рейтинг                           |
| Агрегатор       | Оценка                                    |
| --------------- | ----------------------------------------- |
| GameRankings    | (PC) 80,54 % (PS4) 82,21 % (XONE) 75,86 % |
| Metacritic      | (PC) 78 (PS4) 81 (XONE) 78                |

Эпизод вышел 17 марта 2015 года.
«Неизвестный» развязывает Риза и Фиону и отводит к машине, на которой отвозит их в определённое место. По пути он продолжает расспрашивать их о проекте Гортис. Снова начинается флешбек.
Риз оказывается единственным, кто видит голограмму Красавчика Джека. Джек поднимается наверх, и Риз следует за ним. Риз пытается понять, почему он видит МЁРТВОГО Красавчика Джека с момента установки данных профессора Накаямы. Выясняется, что Джек (точнее его ИИ) не подозревал о том, что он умер. В это время Фиона, Саша и Вон рассматривают Карту Хранилища. Саша случайно ломает ядро. Она пытается его восстановить, но части ядра бьют током любого, кроме тех, кто первым к ним прикоснулся.
Обследуя комнату они находят генерала «Атласа» Поллукса в криокамере. Им приходится вырезать его глаз, чтобы просканировать сетчатку и получить доступ к его компьютеру. Среди видеозаписей они находят информацию об Афине. Ошеломлённый «возвращением» Джека, Риз возвращается к группе. Выбравшись из бункера, герои подвергаются орбитальной бомбардировке с «Гелиоса». Грузчик помогает героям выбраться и дойти до каравэна. Они уворачиваются от обстрела и убивают чудище — Улей Ракков. Каркас каравэна ломается. Риз и Вон выпадают из каравэна и оказываются в пустыне. Здесь Ризу предстоит решить, рассказывать ли Вону о голограмме Джека, обитающей у него в голове или воздержаться.
Риз звонит Иветте и просит её прислать припасы, но вместо этого к ним десантируют машину, из которой выходит Васкес. Он достаёт дробовик и угрожает Ризу и Вону. Дробовик выходит из строя, и у героев появляется шанс сбежать. Красавчик Джек помогает Ризу отвлечь Васкеса, и герои убегают, а Васкес пытается догнать их на машине. Однако на помощь героям прилетает Грузчик, уносящий героев подальше от неприятностей. Героям предстоит решить куда отправиться: в Острую Лощину к Фионе и Саше или же в Старую Гавань к секретному комплексу «Атласа».
Фиона и Саша прибывают в Острую Лощину. Они находят механика Скутера и просят его починить каравэн. Скутер предлагает стать их новым спонсором в дальнейших гонках. Игрок может согласится или отказаться.
Далее Фиона и Саша добираются до бывшего убежища Феликса. Там они находят деньги, парочку гранат и ЭХО-коммуникатор, в котором сохранилось видео Феликса. Сёстры понимают, что Феликс предал их, чтобы уберечь от опасной воительницы по имени Вэллори. Фиона также находит 2 подарка от Феликса для каждой сестры. У Фионы оказывается стихийный переходник для Дерринджера и дополнительная пуля. Подарок Саши можно открыть или же сохранить на будущее. В офис входят два наёмных киллера: Финч и Крогер. Фиона наставляет обновлённый Дерринджер на Финча и стреляет в него. Сёстры сбегают от убийц, но их начинает преследовать Афина, протагонист Borderlands: The Pre-Sequel. Так или иначе сёстрам удаётся избежать неприятностей. Они возвращаются к Скутеру, забирают каравэн и направляются в Старую Гавань.
Герои прибывают в Старую Гавань. Риз запускает электростанции и обнаруживает вход в комплекс «Атласа». Их находят Васкес, Август и их наёмники. Все заходят внутрь. Васкес понимает, что к частям ядра могут прикасаться только Риз и Фиона. Героям приходится разделиться, Риз с Васкесом идут в один коридор, а Фиона с Августом — в другой.
Риз и Фиона находят прибор для совмещения в отдельном помещении, которое отделило их от всех остальных силовым полем. Они соединяют две части ядра, образуя единый прибор в форме шара. Риз чуть ли не роняет его, но ловит в последний момент. Однако включается тревога, и их окружают дроны «Атласа». Васкес и Август грозятся убить Вона и Сашу. У Фионы и Джека есть разные планы освобождения, но Риз может выбрать лишь один.

### Episode 3 — «Catch a Ride» (Эпизод Третий — «С ветерком»)
| Сводный рейтинг | Сводный рейтинг                           |
| Агрегатор       | Оценка                                    |
| --------------- | ----------------------------------------- |
| GameRankings    | (PC) 82,95 % (PS4) 84,00 % (XONE) 69,40 % |
| Metacritic      | (PC) 81 (PS4) 83 (XONE) 65                |

Эпизод вышел 23 июня 2015 года.
Эпизод начинается с того, как «Неизвестный» всё так же подгоняет Риза и Фиону к месту назначения. Далее Флешбек.
Игрок мог довериться Фионе. В этом случае Фиона бросит самодельную гранату Феликса, а сама скроется с Ризом под прикрытием дымовой завесы в тоннеле. По дороге к выходу Фионе придётся пожертвовать своей шляпкой для отвлечения защитных турелей. Когда герои вместе пробьются к выходу, один из дронов выстрелит в Вона дротиком с токсином, и он его парализует.
Если же игрок доверится Джеку и перехватит контроль над дронами, они без сложностей проберутся к выходу, а Джек подарит Ризу одного из дронов «Атласа».
В любом случае, герои выходят из здания вместе с Грузчиком. Но на выходе их будет ждать Вэллори, а с ней Финч и Крогер. Она будет вне себя, так как у неё свистнул деньги её собственный сын — Август, а её саму пытались отстранить от сделки. Она желает узнать, кто в этом виноват. Независимо от выбора игрока, Вэллори убивает Васкеса и целится в Фиону. Появляется Афина и спасает героев. Вэллори, осознавая безвыходное положение, уезжает с остатками банды. Афина присоединяется к героям. Выясняется, что её нанял Феликс, чтобы помочь сёстрам и научить их выживать на Пандоре. Риз и Фиона включают прибор, и он трансформируется в маленького милого робота по имени Гортис. Она говорит, что могла бы помочь героям найти Хранилище, однако «Атлас» не успел установить в неё две важные детали (потому что Афина убила всех сотрудников «Атласа»). Эти две детали являются апгрейдом для Гортис. Одна из деталей находится в лаборатории «Атласа», как раз на Пандоре, и герои отправляются туда.
Во время пути вновь появляется Джек и докучает Ризу своими «лекциями» о доверии, дружбе, цели в жизни. Он также хочет узнать — верит ему Риз или нет.
Вскоре после беседы герои подъезжают к лаборатории. Она похожа на гигантский парник, набитый красивыми, но смертоносными растениями. Прорвавшись внутрь, они находят седого, потрёпанного старика по имени Кассий. Он говорит, что его семью убили, а ему приходится жить здесь, но никто ему не верит (он также вылечивает Вона, если тот оказался парализованным). Он также говорит, что знает, где находится деталь для Гортис. Она в бункере неподалёку, но чтобы проникнуть туда, необходимо взломать систему безопасности. За Ризом увязывается Саша, и они идут отключать систему безопасности (по дороге у них возможен романтический разговор), а Фиона и Афина идут за деталью (по дороге Афина учит Фиону быть искателем Хранилища). Все герои возвращаются в лабораторию с деталью. Риз и Саша узнают, что Кассий — последний сотрудник «Атласа» на Пандоре. Афина, узнав об этом, решает его убить (так как Атлас обманом вынудил её убить свою сестру). Игрок может остановить Афину или же встать на её сторону. Затем в лабораторию врываются Вэллори, Август, Финч, Крогер и бандиты, а также нанятые искатели Хранилища — Брик и Мордекай. Они ищут Гортис и Афину.
После продолжительного боя с бандитами и погоней за Гортис герои оказываются вне купола. Туда подходит и Вэллори с ракетницей. Она стреляет в Афину, и та теряет сознание. Её утаскивают Брик и Мордекай. Всех остальных ловят бандиты и связывают, всех, кроме Вона — он пропал.
Вэллори требует от Гортис, чтобы она сказала, где находится вторая деталь. Гортис говорит, что вторая деталь на «Гелиосе».

### Episode 4 — «Escape Plan Bravo» (Эпизод Четвёртый — «План Побега Браво»)
| Сводный рейтинг | Сводный рейтинг                           |
| Агрегатор       | Оценка                                    |
| --------------- | ----------------------------------------- |
| GameRankings    | (PC) 80,82 % (PS4) 81,67 % (XONE) 82,67 % |
| Metacritic      | (PC) 80 (PS4) 78                          |

Эпизод вышел 18 августа 2015 года.
«Неизвестный» всё ещё держит Риза и Фиону в плену. Риз пытается сбежать от «Неизвестного», но побег не увенчается успехом. «Неизвестный» снова связывает главных героев. Фиона продолжает свой рассказ.
Вэллори требует больше информации от Гортис. Гортис говорит, что последняя частица — маячок. Он находится где-то на «Гелиосе» и с его помощью можно найти Хранилище Путника. Вэллори желает, чтобы главные герои придумали, как добраться до «Гелиоса». Она оставляет героев с Финчем, Крогером и Августом, а сама уезжает. Позже выясняется, что Вона похитил Кассий и, в зависимости от действий игрока в предыдущем эпизоде, Кассий либо вернёт Вона, либо — нет.
Вновь появляется Джек и говорит Ризу, что маячок находится в его бывшем кабинете вместе с остальными трофеями. Далее Риз придумывает план: Фиона и Саша убедят Скутера построить космический корабль, в то время, как Риз вернётся в Старую Гавань, найдёт труп Васкеса, отсканирует его лицо и примет его облик, после чего они отправятся на «Гелиос» и добудут маячок. Саша и Фиона хотят понять как Риз узнал о местоположении маячка. Игрок может рассказать им про Джека или же оставить всё в секрете.
Если Вон присоединится к группе, он поедет с Ризом в Гавань. Игрок может посоветовать Вону сбежать при первой же возможности или остаться в качестве пленника.
Изначально всё идёт не по плану. Лицо Васкеса содрал псих для своей маски, но Ризу удаётся его забрать. Фионе и Саше приходится убеждать Джейни Спрингс, девушку Афины построить для них корабль. Скутеру тоже придётся лететь для надзора за двигателями. Выполнив все пункты, герои улетают в космос.
Во время полёта происходит оказия. Среди обломков в космосе находится труп Хендерсона. Он сталкивается с кораблём и повреждает его. Нужно устранить поломку. Скутер и Фиона выходят в космос, чтобы избавиться от ускорителей. Фиона успешно отделяет первую ускоритель, а Скутер застревает рукой во втором. Скутер убеждает Фиону отделить ускоритель вместе с ним. Второй ускоритель отделяется вместе со Скутером и вскоре взрывается. Скутер погибает.
Приземлившись на «Гелиос», Риз в облике Васкеса встречает Иветту. Оказывается, Иветта втайне от друзей заключила сделку с Васкесом, чтобы поймать Риза для исследований и извлечения ИИ Джека. Временно отделавшись от неё, Риз проникает в кабинет Васкеса и взламывает систему наблюдения. Фиона крадёт бейджик ГИДа, тем самым получив доступ к кабинету Джека. Однако кабинет снаружи защищён силовым полем. Пробраться туда можно только через чёрный ход, о котором Джек рассказывает Ризу. Героям приходится прибегнуть к новому плану. Фиона и Гортис портят один из экспонатов музея, после чего охрана приводит их тюремную камеру. Туда же прибывает Риз, освобождает Фиону с Гортис, и они вместе доходят до чёрного хода.
Риз проникает в кабинет и находит маячок. Джек хочет загрузить свой Искусственный Интеллект в базу данных Гелиоса. Он говорит, что хочет, чтобы Риз стал его преемником и правил «Гиперионом». Несмотря на то, согласится игрок править «Гиперионом» или нет, Джек загружает свой ИИ в систему. От выбора игрока зависит лишь положение Риза.

### Episode 5 — «The Vault of the Traveler» (Эпизод Пятый — «Хранилище Путника»)
| Сводный рейтинг | Сводный рейтинг                           |
| Агрегатор       | Оценка                                    |
| --------------- | ----------------------------------------- |
| GameRankings    | (PC) 88,65 % (PS4) 80,00 % (XONE) 86,00 % |
| Metacritic      | (PC) 90                                   |

Эпизод вышел 20 октября 2015 года.
Последний эпизод начинается с конца предыдущего. Вне зависимости от положения Риза, Джек представит ему свой эндоскелет, в который он хочет переместить свой ИИ, а затем, умножив их количество, собрать армию клонов самого себя. Риз не собирается принимать участие в кознях Джека, поэтому хватает маячок и бежит к друзьям. Джек блокирует ворота ангара «Гелиоса», единственный способ их открыть — уничтожить силовое ядро станции. Главные герои разделяются вновь. Риз пробирается к ядру и уничтожает генераторы (по пути он может встретить Иветту, и, в зависимости от выбора, она либо останется на «Гелиосе», либо улетает в открытый космос во время разгерметизации силового ядра, либо спасётся). План срабатывает, однако он приводит к отказу двигателей, корректирующих орбиту станции. «Гелиос» начинает падать на Пандору. Запускается эвакуация станции. Фиона, Гортис, Саша и Грузчик пытаются улететь на каравэне, но Финч похищает Гортис, маячок и Сашу и улетает с Августом в каравэне на Пандору к Вэллори. Крогер остаётся на «Гелиосе». Грузчик помогает Фионе добраться до спасательной капсулы, а сам спешит спасти Риза. Он находит Риза (и Иветту). Вместе они находят две капсулы. На одной из них улетает бухгалтер (или Иветта). Грузчик сажает Риза во вторую капсулу и запускает её, а сам остаётся, но Крогер его находит и расстреливает в упор. Главные герои, а вслед за ними и сама станция, падают на поверхность Пандоры.
Риз выбирается из капсулы и пробирается в останки «Гелиоса», дабы найти и уничтожить Джека, но Джек вновь загружает себя в голову Риза и пытается его удушить его механической рукой. Чтобы этого не допустить, Риз вырывает себе все кибер-импланты и ЭХО-глаз, последнее пристанище ИИ Джека. Игрок может разбить его или оставить себе. Тем временем Фиона находит Гортис, в которую уже установлен маячок. Она призвала Хранилище и его стража — Путника. Вэллори пытается уничтожить Гортис, чтобы спастись от Путника, но погибает сама. Фиона подбирает ракетницу и с помощью Саши уничтожает Гортис.
Соответственно, после произошедшего Риз добыл среди трофеев в кабинете Джека сертификат на управление Атласом, вернулся на заброшенный завод, установил новые имплантаты и отправился на поиски Фионы, но их нашёл «Неизвестный».
На этом рассказ-флешбэк заканчивается и игрок переносится в настоящее. К Ризу, Фионе и «Незнакомцу» подходит Крогер с пленником в маске и меняет его на главных героев и пытается их прикончить, однако «Неизвестный» душит Крогера и спасает их. Пленником Крогера оказывается Вон. С помощью «Детей Гелиоса» — группы людей, спасшихся после крушения станции, он берёт в плен «Неизвестного», освобождает Риза и Фиону, и отводит всех к обломкам «Гелиоса», из которых была построена база выживших. Фиона и Риз приводят «Неизвестного» на допрос и требуют от него ответов. В итоге выясняется, что «Неизвестный» — это Грузчик. Он уцелел после крушения «Гелиоса» и установил себя в эндоскелет Джека. Также Грузчик смог найти Гортис. Он видел, как Фиона её уничтожила, и воспринял это как предательство. С целью выяснения правды он скрыл свою личность и допросил героев.
Теперь, когда друзья снова вместе, Грузчик предлагает восстановить Гортис и вновь вызвать Хранилище Путника, чтобы спасти Гортис, но теперь уже с помощью союзников. Игрок может выбрать трёх членов команды из шести, в зависимости от результатов выборов в предыдущих эпизодах:
- Август (если не сдать его Вэллори в третьем эпизоде);
- Афина (если в четвёртом эпизоде сказать Спрингс, что Афина её любит);
- Спрингс (если в четвёртом эпизоде почтить память Скутера, запустив его спутник с рекламой);
- Кассий (если защитить его от Афины в третьем эпизоде);
- Зер0 (если сказать Мордекаю, что вы Искатель Хранилища в третьем эпизоде);
- Железяка (если в первом эпизоде не дать Феликсу умереть и нанять его, после чего Фиона с ним встретится и получит от него 9 000 000 долларов, которые он успел забрать, заменив на фальшивые или находить все деньги во всех эпизодах за Фиону и не потратить ни доллара).

Вскоре к команде присоединяется и Саша.
Когда всё готово, Риз и Фиона соединяют две части ядра Гортис и вставляют его в каркас. Она восстанавливается и вызывает Хранилище, из которого выходит Путник. Фиона с Сашей проникают внутрь и минируют железу телепортации, пока остальные отвлекают Путника, управляя Гортис. Детонатор оказывается вне зоны действия и Саше приходится остаться внутри монстра. Орбитальный обстрел оглушает монстра, и напоследок Гортис его добивает. Фиона пытается найти Сашу и находит её у останков чудища. Саша чувствует, что скоро умрёт и просит Фиону напоследок показать ей подарок от Феликса — часы. Эти часы оказываются каким-то особенным механизмом и исцеляют Сашу. В порыве радости все её обнимают, после чего торопятся собрать добычу. Гортис благодарит Риза и Фиону за всё и уходит вместе с Грузчиком. Сами Риз и Фиона спешат войти в Хранилище. Перед входом у Фионы возникнет серьёзный разговор с Ризом по поводу его отношений к Саше. В зависимости от предыдущих выборов, игрок может свести Риза и Сашу или сказать, что ему нравится другой человек (то есть Фиона).
Риз и Фиона входят в Хранилище, где находят сундук. После продолжительного разговора о событиях в прошлом и намерениях в будущем, главные герои прикасаются к сундуку. После открытия сундука они исчезают.

## Отзывы и продажи
| Сводный рейтинг | Сводный рейтинг |
| Агрегатор       | Оценка          |
| --------------- | --------------- |
| GameRankings    | 87,71 %         |

Летом 2018 года, благодаря уязвимости в защите Steam Web API, стало известно, что точное количество пользователей сервиса Steam, которые играли в игру хотя бы один раз, составляет 592 856 человек.

## Продолжение
Преемник, разработанный Gearbox Software и изданный 2K Games под названием New Tales from the Borderlands, был выпущен 21 октября 2022 года для платформ Microsoft Windows, Nintendo Switch, PlayStation 4, PlayStation 5, Xbox One и Xbox Series X/S.